# Иван Кондов
 Тази статия е за българския актьор.  За дипломата вижте Иван Кондов (дипломат).  
Иван Стоянов Кондов е български филмов и драматичен актьор.

## Биография
Роден е във Варна на 18 юли 1925 г. Завършва техникум във Варна през 1945 г. Става актьор през 1948 г., впоследствие при условията на чл. 9 със забележката към него от Указа за театрите (ДВ, бр. 145 от 1949 г.). През 1973 г. завършва задочно актьорско майсторство във ВИТИЗ „Кръстьо Сарафов“.
Работи на театралните сцени в Драматичен театър „Антон Страшимиров“ в Разград (1947 – 1950), Хасковския драматичен театър (1950 – 1952), Драматичен театър „Сава Огнянов“ в Русе (1952 – 1957), Драматичен театър „Адриана Будевска“ в Бургас (1957 – 1958) и Драматичен театър „Стефан Киров“ Сливен, Сатиричен театър „Алеко Константинов“ София (1958 – 1959), Военния театър (1959 – 1966), театър „Сълза и смях“ (1966 – 1969), Народен театър „Иван Вазов“ (1969 – 1973), театър „София“. Пенсионира се в Народния театър през 1992 г., но още четири години след това ръководи трупата на театър „София“.
Директор на театър Нов драматичен театър „Сълза и смях“ (1967 – 1969) и Драматично-куклен театър (Враца) (1973 – 1977) и (1980 – 1982).
Член на СБФД.
Иван Кондов е известен с ролите си в „Бягство в Ропотамо“, „Сиромашко лято“, „Бариерата“, „Голямото нощно къпане“, „Процесът“, „Неспокоен дом“ и др.
Носител е на „Аскеер“ за цялостно творчество (1999).
Има три деца. Владимир, от първия си брак, от брака си с актрисата Росица Данаилова – Ламбо, от брака си с Маргарита Кондова – Марта.
Умира на 8 септември 2004 г.

## Памет
На Иван Кондов е наречена улица в квартал „Драгалевци“ в София (Карта).

## Награди и отличия
- Заслужил артист (1963).
- Народен артист (1969).
- Орден „Кирил и Методий“ – I степен (1964).
- Димитровска награда (1964).
- Награда за най-добра мъжка роля за („Игрек 17“) във филма „Игрек 17“ (Варна, 1973).
- Награда за мъжка роля за ролята на пълномощника на ЦК във филма „Магистрала“ на ХIII ФБИФ (Варна, 1974).
- Голямата награда „Златна роза“ за филма „Допълнение към закона за защита на държавата“ (Варна, 1976).
- „Аскеер“ за цялостно творчество (1999).
- Орден „Стара планина“.

## Филмография
| Година      | Филми и сериали                                                  | Серии  | Копродукции                 | Роля                                                            |
| ----------- | ---------------------------------------------------------------- | ------ | --------------------------- | --------------------------------------------------------------- |
| 2005        | Другият наш възможен живот                                       |        |                             | отец Димитър                                                    |
| 2004        | Смисълът на живота                                               |        |                             | попът                                                           |
| 2003        | Под едно небе                                                    |        |                             | ходжата Ибрям ага                                               |
| 1995 – 2000 | Съботна история („L'histoire du samedi“)                         | 82     | Франция                     | професор Дешан (в „Пастьор, 5 години на ярост“)                 |
| 1984        | Събеседник по желание                                            |        |                             | професор Юруков                                                 |
| 1984        | Златният век (тв сериал)                                         | 11     |                             | Лъв Магистър (в 6 серии: I, II, III, V, VIII и X)               |
| 1982        | Милионите на Привалов (Die priwalov'schen Millionen) (тв сериал) | 6      | ФРГ/Западен Берлин/България | Игнатий Ляховски                                                |
| 1981        | Приятели за вечеря                                               |        |                             | съседът                                                         |
| 1980        | Голямото нощно къпане                                            |        |                             | Кольо Колев                                                     |
| 1979        | Бариерата                                                        |        |                             | генералът следовател                                            |
| 1979        | Сами сред вълци (тв сериал)                                      | 5      |                             | Янко Пеев, посланик на България в Япония (в 1 серия: I)         |
| 1979        | Фильо и Макензен (тв сериал)                                     | 7      |                             | пътникът                                                        |
| 1978        | Момчетата от „Златен лъв“ (тв сериал)                            | 4      |                             | професор Дилов                                                  |
| 1978        | Насрещно движение                                                |        |                             | Кантарджиев, главният инженер                                   |
| 1978        | Компарсита                                                       |        |                             | новият пълномощник                                              |
| 1978        | Умирай само в краен случай (тв сериал)                           | 2      |                             | генералът                                                       |
| 1977        | Слънчев удар                                                     |        |                             | професор Димов                                                  |
| 1976        | Допълнение към Закона за защита на държавата                     |        |                             | Мъдрия                                                          |
| 1975        | Буна                                                             |        |                             | фелдшерът                                                       |
| 1975        | Магистрала                                                       |        |                             | пълномощникът на ЦК на БКП                                      |
| 1975        | Сватбите на Йоан Асен                                            | 2      |                             | патриарх Йоаким I Български първият търновски патриарх          |
| 1975        | Авантюрите на Виктор (тв сериал)                                 | 5      |                             | Ростислав                                                       |
| 1974 – 1976 | Сбогом, любов (тв сериал)                                        | 3      |                             | инженер Ганчовски, бащата на Яна Ганчовска                      |
| 1974        | Дневна светлина                                                  |        |                             | Константинов, директорът на химкомбината                        |
| 1973        | Бягство в Ропотамо                                               |        |                             | Велев                                                           |
| 1973        | Сиромашко лято                                                   |        |                             | Иван Нейчев                                                     |
| 1973        | Игрек 17                                                         |        |                             | Иван (Игрек 17)                                                 |
| 1972        | Обич                                                             |        |                             | бащата на Мария                                                 |
| 1971        | Шарен свят                                                       | 2 нов. |                             | Ничев (в новелата „Гола съвест“)                                |
| 1971        | Демонът на империята (тв сериал)                                 | 10     |                             |                                                                 |
| 1970        | Четиримата от вагона                                             |        |                             | Пешев, началник на политическия отдел                           |
| 1970        | Цитаделата отговори                                              |        |                             | полковинк Орлинов, следовател от Държавна сигурност             |
| 1968        | Процесът                                                         |        |                             | Въло Игнатов                                                    |
| 1967        | Човекът в сянка                                                  |        |                             | Генчев, директор на „Балкан-експорт“                            |
| 1967        | С пагоните на дявола (тв сериал)                                 | 5      |                             | полковник Дитрих, шеф на Гестапо (в 5 серии: I, II, III, IV, V) |
| 1966        | Семейство Калинкови (тв сериал)                                  | 12     |                             | Калин Калинков, професор по хирургия                            |
| 1966        | Дворът с люлките                                                 |        |                             | д-р Василев, бащата на Васил                                    |
| 1965        | Неспокоен дом                                                    |        |                             | Евтим Манасиев                                                  |
| 1965        | Късче небе за трима                                              |        |                             | полковник Карастоянов                                           |
| 1965        | До града е близо                                                 |        |                             | Балтов                                                          |
| 1964        | Когато гръм удари                                                |        |                             |                                                                 |
| 1963        | Смърт няма                                                       |        |                             | Велев                                                           |
| 1963        | Капитанът                                                        |        |                             |                                                                 |
| 1963        | Легенда за Паисий                                                |        |                             | отец игуменът Лаврентий, български духовник                     |
| 1961        | Стръмната пътека                                                 |        |                             | Пелев                                                           |
| 1961        | Маргаритка                                                       |        |                             | татко, писателят Иван Петров                                    |
| 1960        | Отвъд хоризонта                                                  |        |                             | Добри                                                           |
| 1959        | Звезди (Sterne)                                                  |        | ГДР/България                | бащата на Рут                                                   |
| 1958        | На малкия остров                                                 |        |                             | Доктора                                                         |
| 1957        | Животът си тече тихо...                                          |        |                             | Марков (премиера: 1988)                                         |

## Театрални роли
- „Ромео и Жулиета“ (Уилям Шекспир) – Ромео
- „Дон Карлос“ (Фридрих Шилер) – маркиз Поза
- „Хамлет“ (Уилям Шекспир) – Хамлет
- „Езоп“ (Гилерме Фигейреду) – Езоп
- „Майор Барбара“ (Джордж Бърнард Шоу) (1980) – Ендрю Андършафт
- „Дипломати“ (Надежда Драгова и Първан Стефанов) (1978) – граф Игнатиев

*През 1969 г. играе в спряната пиеса на Г. Марков "Комунисти", където играе ролята на началник на отдел "А" 

## Телевизионен театър
- „Змейова сватба“ (1984) (от П. Ю. Тодоров, реж. Вили Цанков)
- „Лукреция Борджия“ (1981) (Пламен Павлов)
- „Старецът“ (1977) (Недялко Йорданов) – 2 части
- „Трагичната история на д-р Фауст“ (1970) (Кристофър Марлоу, реж. Павел Павлов) – Фауст
- „Марсианска хроника“ (1968) (Рей Бредбъри)
- „Операция Вега“ (1967) (Фридрих Дюренмат)
- „Бягство в новогодишната нощ“ (1964) (Михаил Тонецки)
- „Когато гръм удари“ (1964) (Пейо Яворов)
- „Фауст“ (1963)
- „Почти семейна история“ (Дончо Цончев)

### Звукороли и участия в звукозаписи
- „Книжчице ле моя...“ (1984) (Учтехпром)